# Варварино (Могилёвская область)
Варва́рино (бел. ) — деревня в составе Сластёновского сельсовета Чаусского района Могилёвской области Республики Беларусь.

## Население
- 2010 год — 23 человека